# Red Army
Red Army (рус. Красная армия) — хулиганская группировка, которая поддерживает английский футбольный клуб «Манчестер Юнайтед». Одна из самых крупных и влиятельных хулиганских группировок в британском футболе.

## Обзор движения
Название Red Army возникло в 1970-е годы: так себя называли болельщики «Манчестер Юнайтед», сопровождающие команду на выездных матчах. В сезоне 1974/75, когда «Манчестер Юнайтед» выбыл из высшего дивизиона чемпионата Англии и выступал во Втором дивизионе, активисты Red Army регулярно вступали в стычки с болельщиками команд-соперников на выездных матчах. Эти инциденты, а также факт избиения фанатами «Болтон Уондерерс» молодого болельщика «Блэкпула» до смерти на «Блумфилд Роуд» в матче Второго дивизиона 24 августа 1974 года, способствовали принятию административных мер по разделению групп болельщиков и созданию сеток заграждения и коридоров безопасности на английских футбольных стадионах.
Группировка Red Army появилась в документальном фильме 1985 года под названием Hooligan, в котором повествуется о поездке лондонского «Вест Хэма» на «Олд Траффорд» в рамках шестого раунда Кубка Англии. В нём демонстрируется столкновение двух фанатских группировок: Red Army с Inter City Firm в Манчестере. Также «Красная армия» появилась в документальном сериале 2006 года The Real Football Factories. Один из эпизодов телесериала «Жизнь на Марсе» повествует о футбольном хулиганстве болельщиков «Манчестер Юнайтед» в 1970-е годы.
Тони О’Нил, бывший член группировки, написал две книги, повествующие о движении. Первая из них вышла в 2005 году; она называется Red Army General и повествует о движении в 1970-е и начале 1980-х годов. Вторая книга,которая вышла в 2006 году, называется The Men in Black; в ней описаны события с середины 1980-х по настоящее время.
Активность движения снизилась с конца 1980-х годов, так как в целом футбольное хулиганство стало менее массовым и масштабным явлением в общественной жизни. Однако движение до сих пор существует и даёт о себе знать: так, во время некоторых матчей «Манчестер Юнайтед» на стадионе «Олд Траффорд» звучит гимн СССР, напоминая участникам и болельщикам о присутствии «Red Army» на трибунах.